# Sociedade Secreta de Escritores
Sociedade Secreta de Escritores (SSE) é uma seita de escritores fundada em 23 de setembro de 1927 que tem como objetivo revelado a ajuda mútua entre seus membros acima da lei, moral ou racionalidade, seja por conspirações, ajudas financeiras e de influências.

## Rituais
- Psí̱fos: Voto em grego, é um ritual funerário em que o membro morto não é enterrado, e sim trancado num caixão de vidro com seus manuscritos.[2]
- Promessa Frontída é quando o membro iniciado assume o compromisso de cuidar da família de seu iniciador após sua morte.[1]